# Hippolit-Kirche (Amelinghausen)

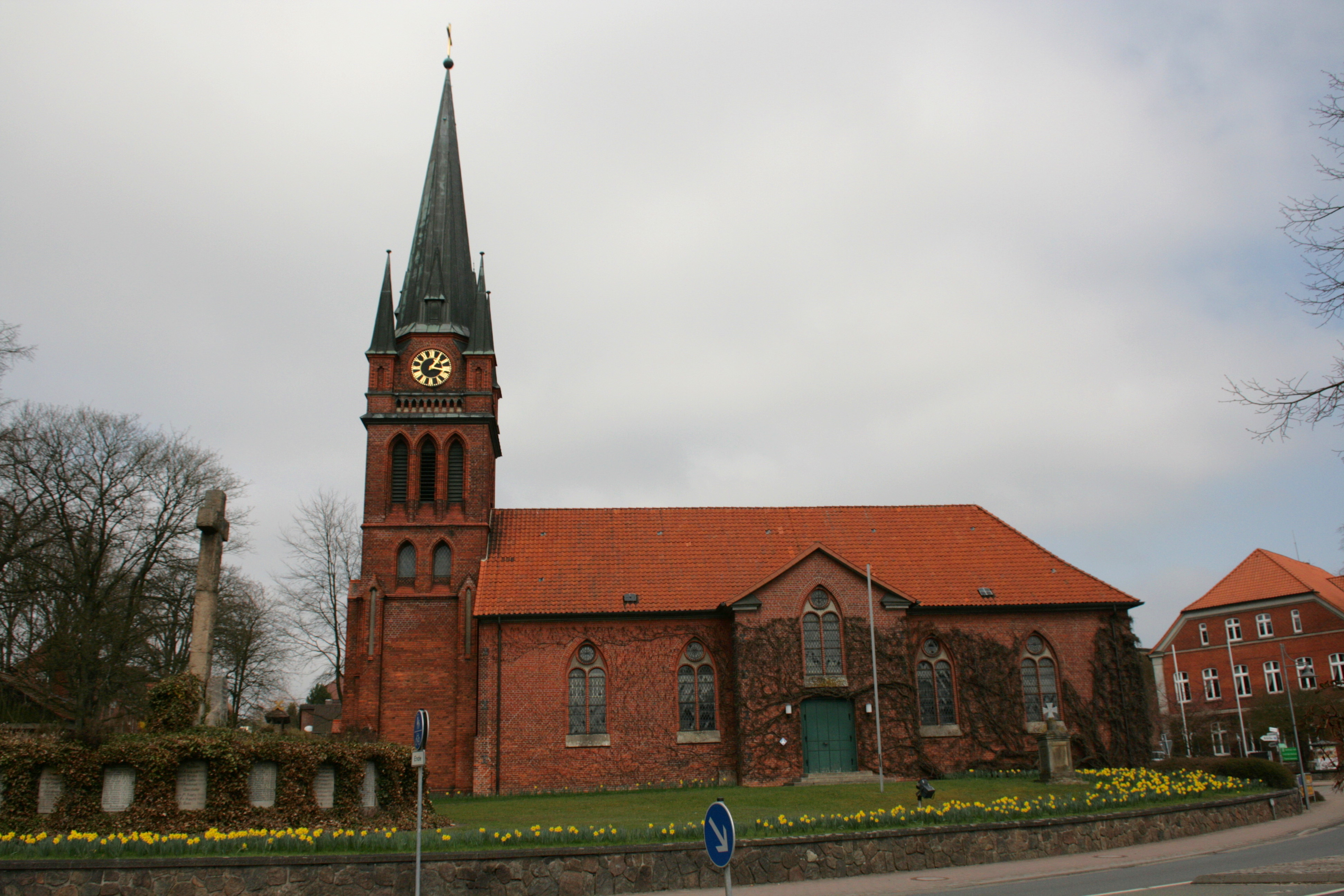
Hippolit-Kirche in Amelinghausen

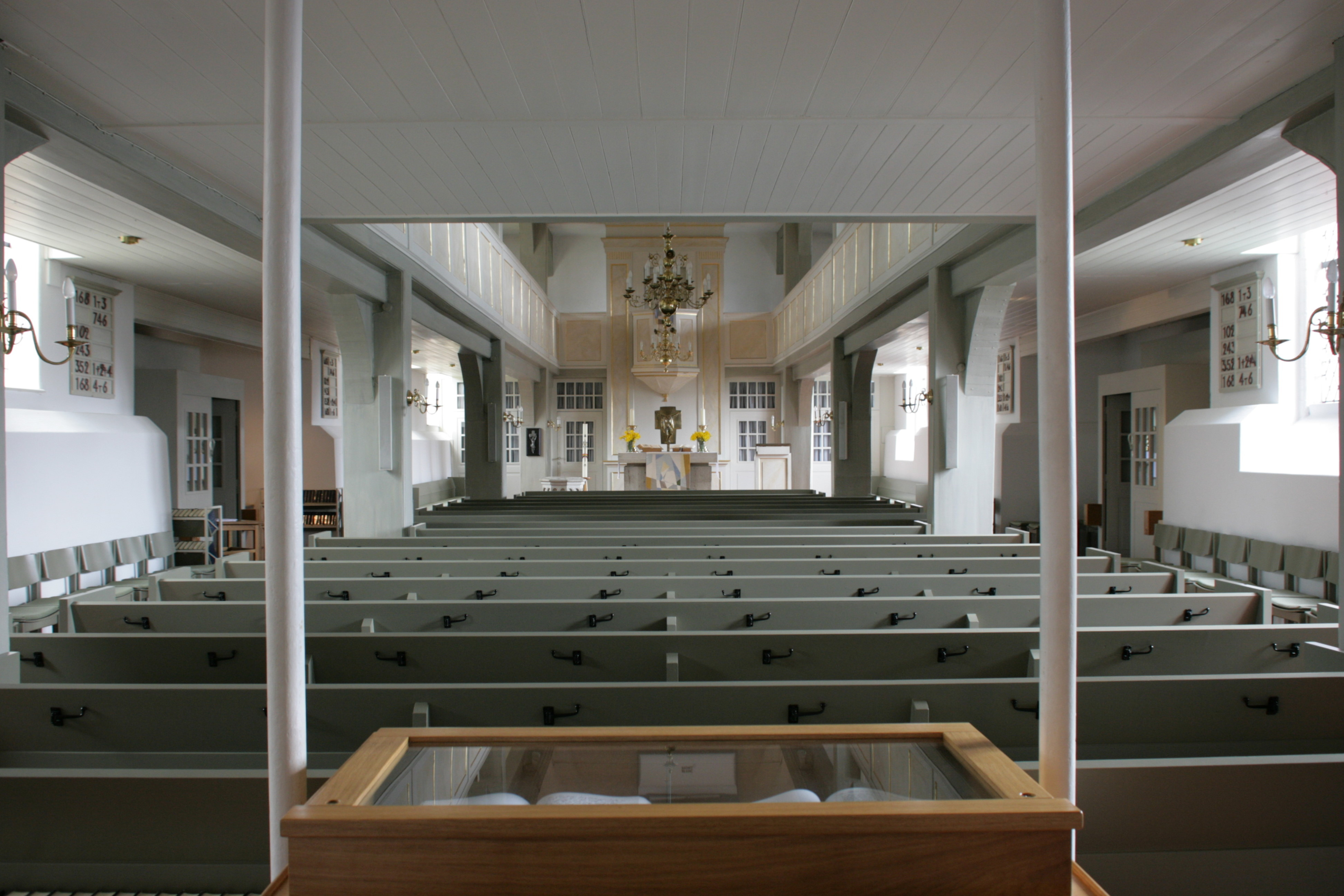
Innenraum

Die evangelisch-lutherische Hippolit-Kirche steht in Amelinghausen im niedersächsischen Landkreis Lüneburg.

## Geschichte
Es ist nicht urkundlich belegt, wann und durch wen die Hippolit-Gemeinde gegründet wurde. Denkbar ist eine Gründung durch fränkische Siedler im 9. Jahrhundert oder durch Amelung von Verden im 10. Jahrhundert, der ein großer Verehrer des Schriftstellers Hippolyt von Rom gewesen war.
Insgesamt wurden von den Anfängen der Kirchengemeinde vor etwa 1000 Jahren bis heute bereits vier verschiedene Kirchengebäude am selben Standort errichtet.
Das erste Kirchengebäude war eine kleine Holzkirche, die 1170 durch eine Feldsteinkirche ersetzt wurde und später wiederum einer Fachwerkkirche wich, die 1750 errichtet wurde.
Das heutige Kirchengebäude wurde schließlich von 1818 bis 1820 gebaut, nachdem die Fachwerkkirche bei einem Brand zerstört wurde. Die Nordseite aus Fachwerk konnte dabei ins neue Gebäude integriert werden. Der heutige Kirchturm wurde schließlich 1895 angebaut, wodurch die Kirche ihr heutiges Erscheinungsbild erhielt.
Der Innenraum wurde bei einer Renovierung 1969 neu gestaltet; unter anderem wurden die Bänke mittig aufgereiht, damit ein freier Blick auf den Altarraum ermöglicht werden konnte.

## Architektur
Die heutige Hippolit-Kirche lässt sich dem Klassizismus zuordnen und wurde aus Backsteinmauerwerk errichtet. Sie besitzt ein Lang- sowie Querhaus, wobei das Querhaus nur knapp über die Längsseiten hinausragt. Die Nordwand des Vorgängerbaus in Fachwerkbauweise blieb erhalten und hebt sich von dem restlichen Mauerwerk aus Backstein ab. Der Kirchturm schließt westlich an das Langhaus an und wurde im Stil der Neugotik errichtet. Er erreicht etwa eine Höhe von 40 Metern.
Der Innenraum ist hell gestaltet und besitzt eine das gesamte Kirchenschiff umziehende Rundempore. Die mittig aufgereihten Kirchenbänke sind auf den Kanzelaltar im Altarraum ausgerichtet. Die Orgel steht auf der dem Altar gegenüberliegenden Emporenseite.

## Ausstattung

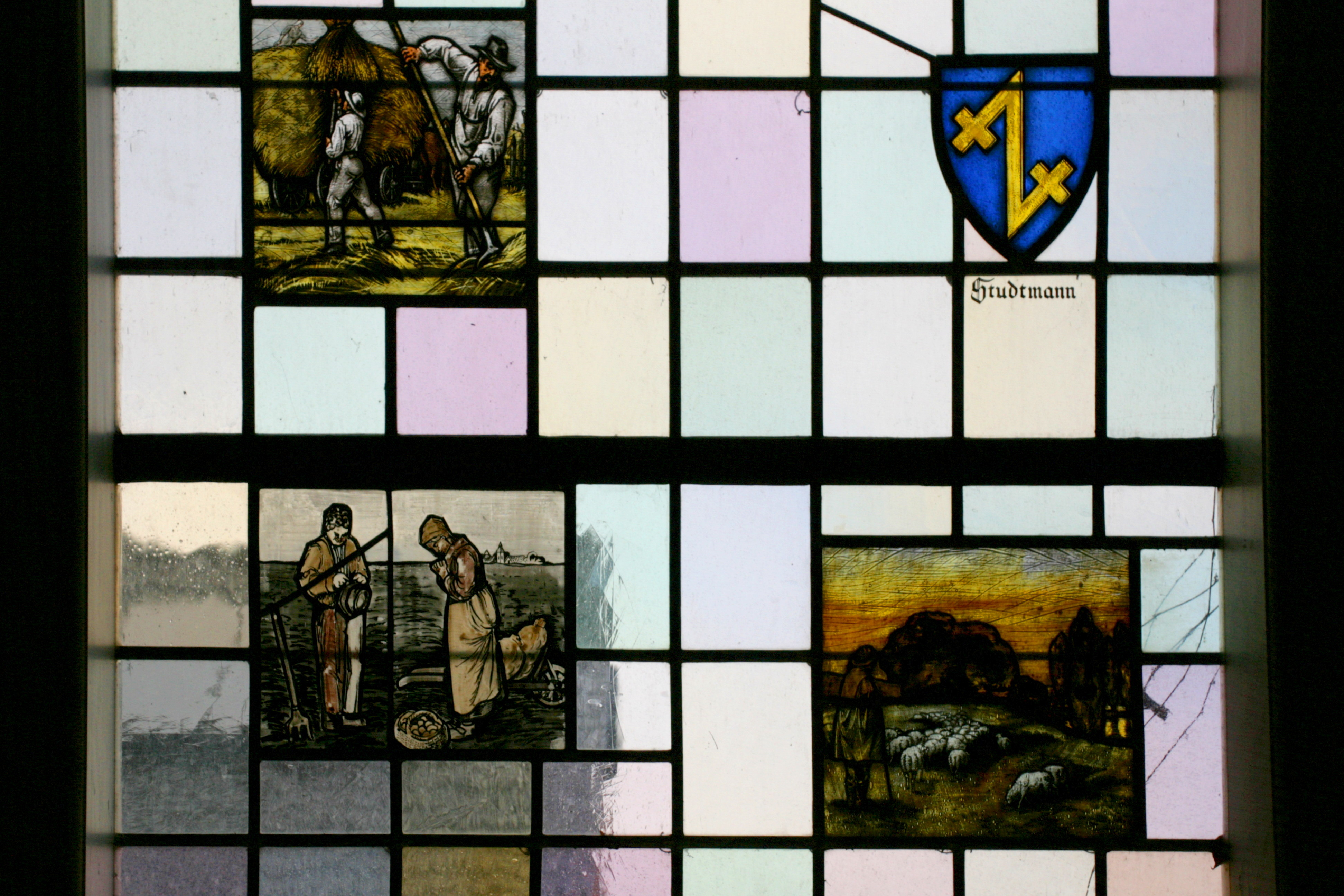
Glasmalereien in Fenstern der Nordwand

Aus der Vorgängerkirche ist nur ein Kruzifix aus dem frühen 18. Jahrhundert erhalten, das den Brand der Kirche Anfang des 19. Jahrhunderts leicht beschädigt überstand. Nach dem Brand wurde 1820 zunächst ein neues Taufbecken und 1840 eine Orgel angeschafft.
Die Fenster der Nordwand sind mit hervorzuhebenden Glasmalereien ausgestattet, die Gemeindemitglieder 1937 stifteten. Sie zeigen Stationen aus Jesus’ Leben sowie Bilder zum Leben in der Lüneburger Heide.
Zu den neueren Ausstattungsstücken der Kirche zählen das bemerkenswerte Altarkruzifix, das Karl-Henning Seemann 1970 schuf, sowie eine Holzfigur des heiligen Hippolit von Manuel Donato Diez aus dem Jahr 2001.